# Radiador pasivo (sonido)

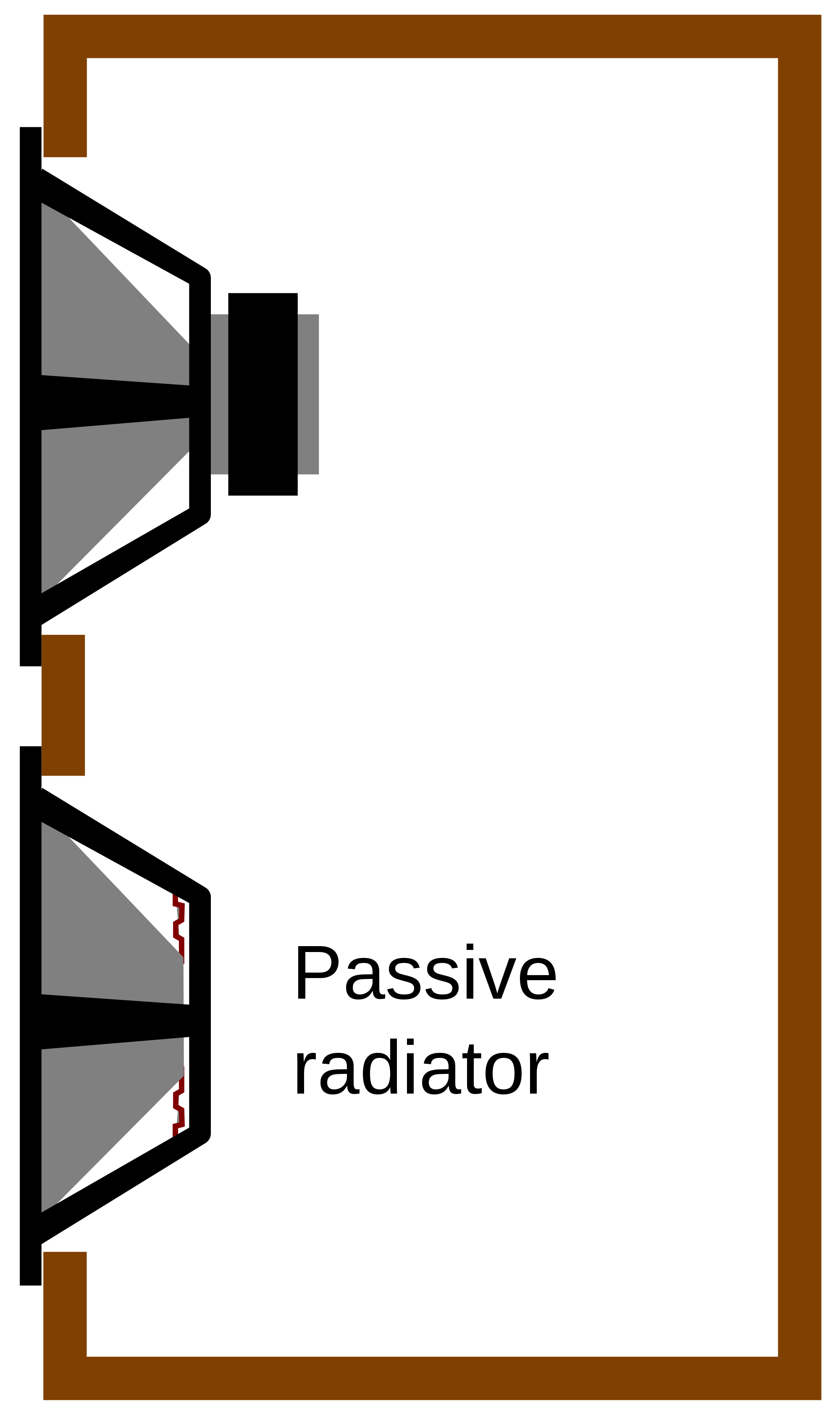
Radiador pasivo

Radiador pasivo, altavoz pasivo o también conocido como auxiliar bass radiator en inglés. Un radiador pasivo de graves es muy parecido a un altavoz común, con la particularidad de que carece de bobina e imán, se trata simplemente de un cono y una suspensión, por lo tanto no necesita energía eléctrica para funcionar. La energía que hace que éste radiador de graves funcione, procede del altavoz que lo acompaña en la misma caja acústica, del aire que éste desplaza con cada movimiento. Hay múltiples formas de colocarlo, pero las más comunes son en el frontal de la caja acústica en la dirección que radie el altavoz o en la parte contraria, dependiendo de como haya sido diseñada la caja.

## Aplicación
Su finalidad, al igual que el bass reflex, es añadir un refuerzo de las frecuencias más graves entrando en resonancia con las frecuencias que radie el altavoz que lo acompañe en la misma caja acústica. A pesar de que las dos técnicas tengan la misma finalidad, son muy distintas y el radiador pasivo es una excelente alternativa al bass reflex cuando el altavoz o la caja acústica son de un tamaño reducido. Su configuración también es más sencilla, según el tamaño del radiador que coloquemos entrara en resonancia con unas frecuencias u otras. Cuanto más grande sea su tamaño, más graves serán las frecuencias que emitirá y viceversa.
Para un correcto funcionamiento el radiador pasivo debe desplazar mínimo 2x el volumen de aire que desplace el altavoz, es decir, si el altavoz desplaza 2 litros de aire, el radiador pasivo debe desplazar entre 4 y 8 litros de aire para asegurar un correcto funcionamiento y que las frecuencias más graves se reproducen correctamente.
Su uso en el campo profesional no está muy extendido, es más habitual el uso del bass reflex y otras alternativas más sencillas y baratas. Es más común verlos en equipos de car audio o domésticos como pueden ser un pequeño home cinema o un 2.1.

## Ventajas y desventajas

#### Ventajas
- No hay ruidos de turbulencias de aire como pasa con otros sistemas de refuerzo de graves
- Mayor claridad del sonido
- Es posible usar subwoofers de menor potencia

- Buena respuesta de graves con una caja acústica pequeña

#### Desventajas
- Desfase de las ondas
- Peor respuesta transitoria que en caja sellada

## Alternativas
- Caja sellada
- Caja simétrica o Band Pass
- Bass reflex
- Sistema Push-Pull
- Sistema Tapped Horn